# 2017年雪梨水上飛機墜毀事件
2017年12月31日，當地時間下午3點15分，一架德哈維蘭加拿大DHC-2海狸型雪梨水上飛機，墜毀在考恩溪附近的耶路撒冷灣，機上5名乘客和1名飛行員全數罹難。這架飛機原本要將剛吃完晚餐的客人從餐廳載回玫瑰灣水上機場。調查後發現可能是飛機上的排氣系統出現裂痕導致氣體外洩，進而讓機上所有人員都一氧化碳中毒。
英國食品服務公司金巴斯集團首席執行官、58 歲的理查德·考辛斯、他的兩個兒子、未婚妻和女兒在此事故中喪生。